# Golema Vraca
Golema Vraca (makedonsky Голема Враца, albánsky Vraca e Madhe, 2582 m n. m.) je hora v Šar planině na kosovsko-severomakedonské hranici. Kosovská část masivu se nachází na území opštiny Dragaš, severomakedonská část se nachází na území opštiny Vrapčište. Hora leží v hlavním hřebeni mezi vrcholy Mramor (2298 m) na severozápadě a Mala Vraca (2582 m) na jihozápadě. Na kosovské straně masivu pramení řeka Radika.